# Dikasterij ustanov posvečenega življenja in družb apostolskega življenja
Dikasterij ustanov posvečenega življenja in družb apostolskega življenja (latinsko Dicasterium pro Institutis Vitae Consecratae et Societatibus Vitae Apostolicae) je dikasterij Rimske kurije, ustanovljen z apostolsko konstitucijo papeža Frančiška Praedicate Evangelium, objavljeno 19. marca 2022. Ta je stopila v veljavo 5. junija 2022, na binkošti. Dikasterij je nadomestil poprejšnjo Kongregacijo za redovne in podobne družbe. 
Dikasterij je od poprejšnje Kongregacije za redovne in podobne družbe prevzel vse zadeve v zvezi z verskimi redovi in organizacijami ter družbami apostolskega življenja, glede njihovega upravljanja, discipline, študija itd. Pristojen je tudi za zadeve glede puščavnikov, posvečenih devic in novih oblik posvečenega življenja. Nima ozemeljskih omejitev, vendar lahko nekatere zadeve posreduje v reševanje bolj pristojnim organom Rimske kurije. Diksaterij obravnava tudi zadeve v zvezi s skupinami vernikov, ustanovljenimi z namenom, da postanejo ustanove posvečenega življenja ali družbami apostolskega življenja ter organizacijo tretjih redov.

## Zgodovina
Predhodna  Kongregacije za redovne in podobne družbe je izvirala iz Svete kongregacije za svetovanje o regularnih, ki jo je ustanovil papež Sikst V. 27. maja 1586.

## Prefektinja in prefekti
- Simona Brambilla (od 6. januarja 2025)[3][4]
- kardinal João Braz de Aviz (od 2010 do 2025)

Poprejšnjo Kongregacijo za redovne in podobne družbe je od 2004 do 2010 vodil sedaj upokojeni kardinal Franc Rode.